# いばらきロケ大賞
いばらきロケ大賞（いばらきロケたいしょう）は茨城県のイメージアップに寄与した、県内でロケを行った映像作品やロケを支援した活動に対し茨城県が授与・表彰した賞である。2011年に初の表彰式が行われたが、その後は2016年2月末現在で本賞の発表はされていない。

## 概要
2002年10月1日に、茨城県は「いばらきフィルムコミッション」を設立し、映像作品の県内での撮影の支援にあたっていたが、2010年1月18日に支援した作品が2000作となった。これを記念して創設されたのが本賞であり、初の表彰式は2011年2月14日に「2010年度いばらきイメージアップ大賞」表彰式と同時開催で行われた。

## 受賞作品・団体
映像部門
- 大賞
  - 映画『桜田門外ノ変』
- 奨励賞
  - 映画『下妻物語』

支援部門
- ロケ支援賞
  - つくばみらい市エキストラの会
  - 『桜田門外ノ変』映画化支援の会

発表資料